# 国道224号

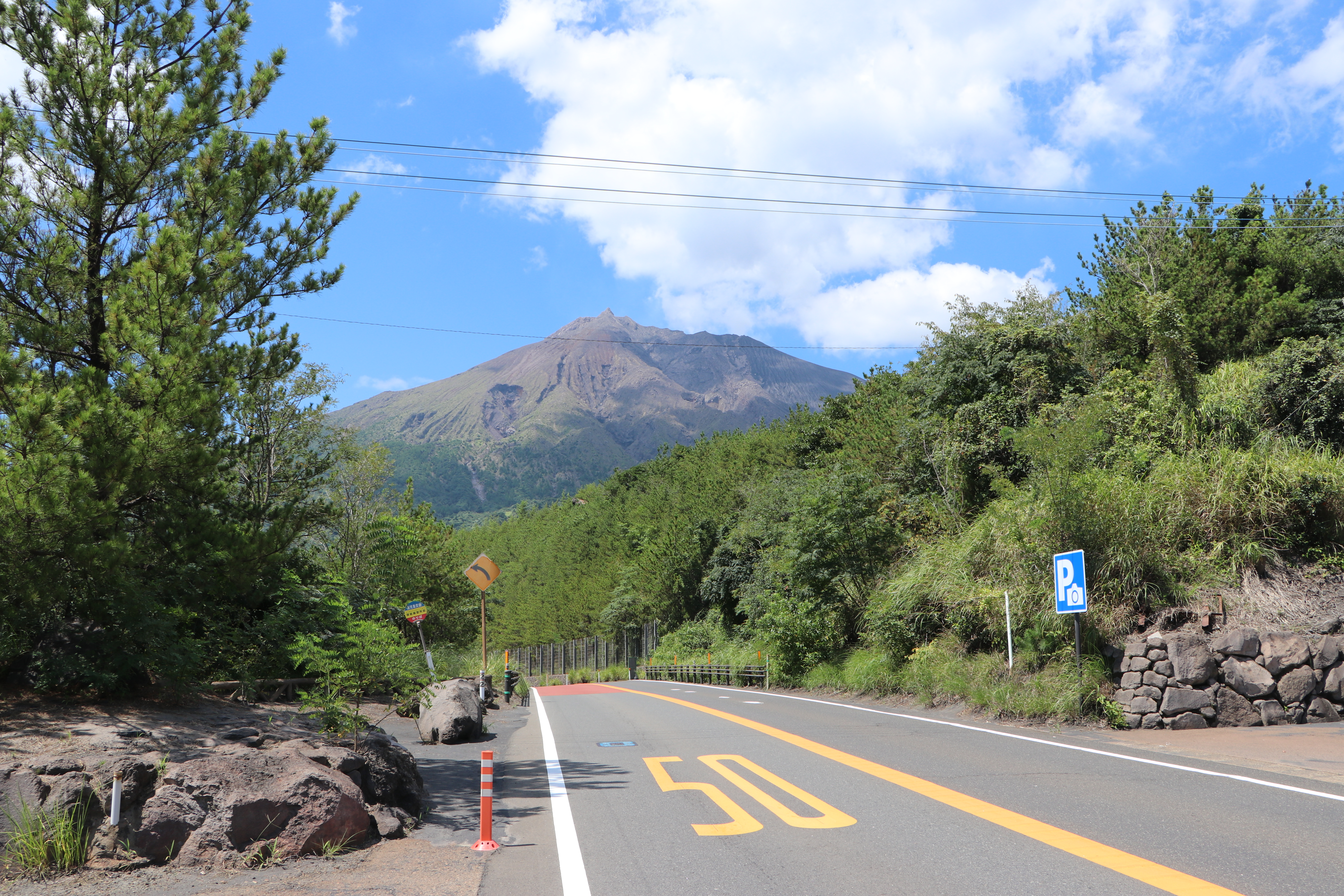
国道224号と桜島御岳

国道224号（こくどう224ごう）は、鹿児島県垂水市から鹿児島市桜島地域を経て、鹿児島市に至る一般国道である。通称「溶岩道路」。

## 概要
桜島南東に位置する桜島口より同島の南側を通過し、桜島港より対岸の薩摩半島（鹿児島市街）へは桜島フェリーで連絡する。薩摩半島側は全線が鹿児島市から種子島、奄美大島を経て那覇市に至る国道58号との重用区間となっており、鹿児島市山下町で終点となる。なお、桜島の北側を通る路線は主要地方道の鹿児島県道26号桜島港黒神線である。

### 路線データ
一般国道の路線を指定する政令に基づく起終点および重要な経過地は次のとおり。
- 起点：垂水市（桜島口交差点 = 国道220号交点）
- 終点：鹿児島市（西郷隆盛銅像前交差点 = 国道10号交点、国道58号起点）
- 重要な経過地：鹿児島県鹿児島郡桜島町[注釈 2]
- 総延長 : 22.9 km（重用延長、未供用区間（海上区間）を含む）[3][注釈 3]
- 重用延長 : 0.7 km[3][注釈 3]
- 未供用延長 : 8.8 km[3][注釈 3]
  - 未供用延長のうち海上区間 : 8.8 km[3][注釈 3] 鹿児島湾（桜島フェリー）
- 実延長 : 13.5 km[3][注釈 3]
  - 現道 : 13.5 km[3][注釈 3]
  - 旧道 : なし[3][注釈 3]
  - 新道 : なし[3][注釈 3]
- 指定区間：垂水市大字海潟字新道2605番の1 - 鹿児島市桜島横山町38番1、鹿児島市泉町17番の8 - 同市山下町4番の1（陸上区間の全線）[4]
- 管轄：国土交通省九州地方整備局大隅河川国道事務所

## 歴史
- 1953年（昭和28年）5月18日 - 二級国道224号桜島鹿児島線（鹿児島県肝属郡垂水町[注釈 4] - 鹿児島市）として指定施行[5]。起点の垂水町は、道路法第6条（二級国道の路線の指定要件）第3号の「建設大臣が指定する国際観光上重要な地」として建設省告示で指定された場所である。
- 1965年（昭和40年）4月1日 - 道路法改正により一級・二級区分が廃止されて一般国道224号（垂水市 - 鹿児島市）として指定施行[2]。
- 1976年（昭和51年）9月 - 桜島の火山災害発生時の避難時間短縮を目的に鹿児島郡桜島町大字赤水（現在の鹿児島市桜島赤水町）から同町大字横山（現在の桜島横山町）までのバイパス道路が開通[6]。
- 1979年（昭和54年）1月3日 - 桜島の爆発によって飛来した噴石が国道224号を走行していた自動車に直撃[7]。
- 1982年（昭和57年）
  - 7月24日 - 土石流によって鹿児島市持木町の持木橋が流失[8]。
  - 8月24日 - 野尻川で大規模な土石流が発生し、国道224号に500 mにわたり土砂が堆積する[9]。

## 路線状況

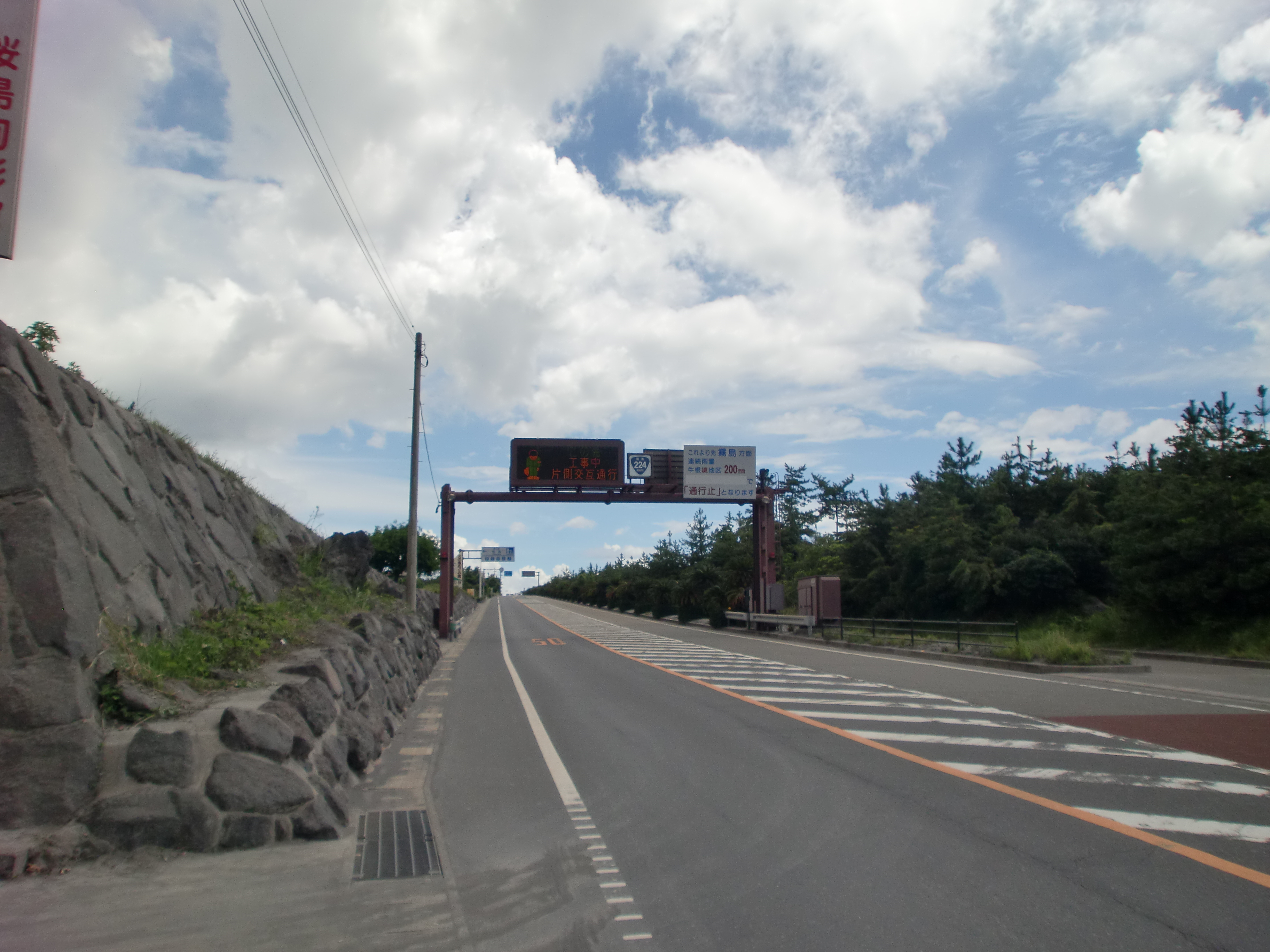
桜島横山町（垂水方面）

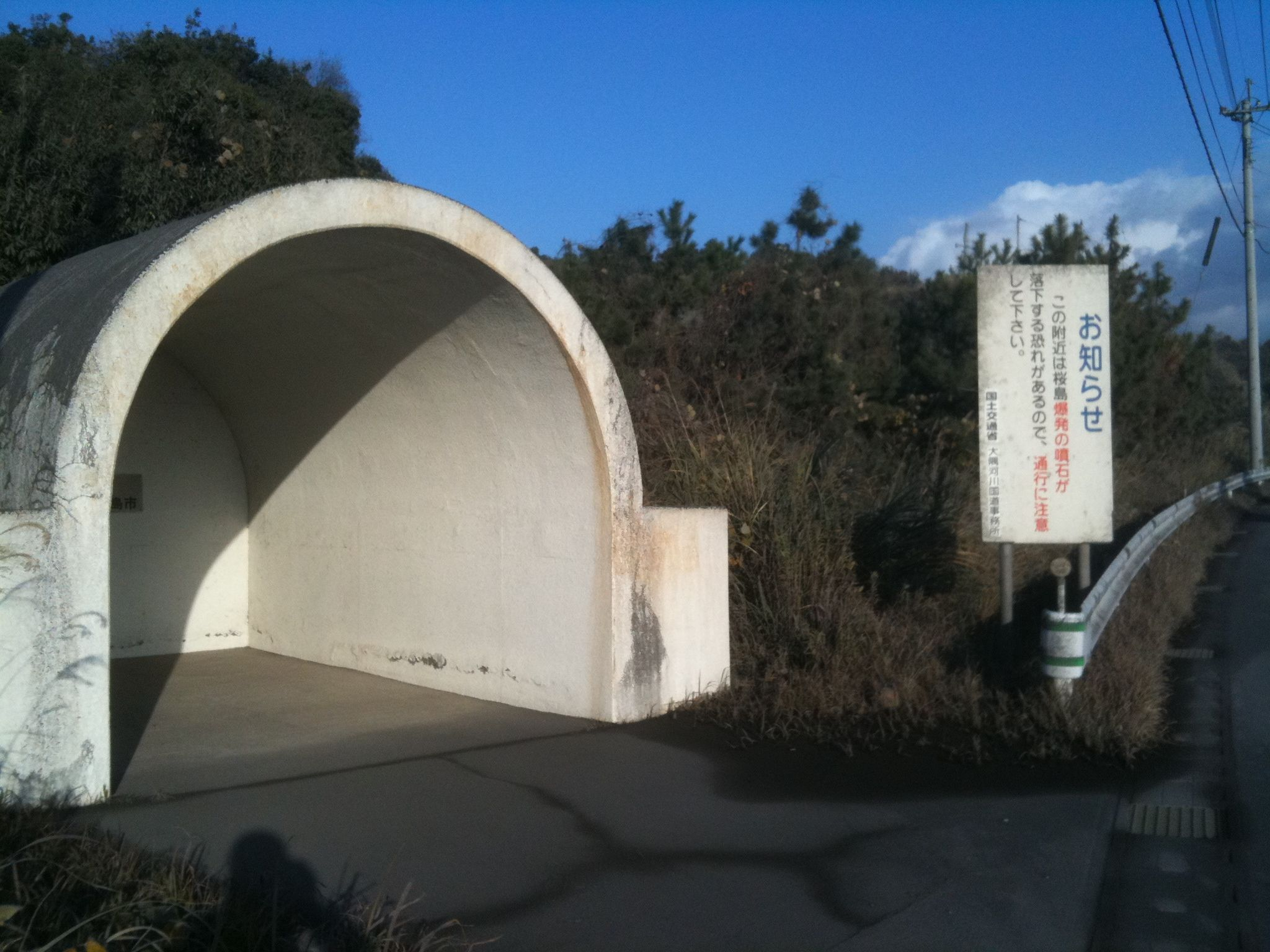
国道224号に設置されている桜島の爆発による噴石の落下に対する注意を呼び掛ける看板と退避壕（鹿児島市有村町）

### 重複区間
- 国道58号（鹿児島市泉町17番の8 - 鹿児島市山下町4番の1・西郷隆盛銅像前交差点（終点））

### 海上区間
- 鹿児島市桜島横山町・桜島港 - 鹿児島市泉町・鹿児島港（桜島フェリー区間）

### 道路施設

#### 道の駅
- 桜島（鹿児島市）

### 通行規制
| 区間                                | 距離    | 規制内容                                     | 備考                 |
| ----------------------------------- | ------- | -------------------------------------------- | -------------------- |
| 鹿児島市有村町 - 鹿児島市桜島横山町 | 13.5 km | 桜島が爆発または土石流が発生した場合通行止。 | 案内板・遮断機あり。 |

## 地理

### 通過する自治体
- 鹿児島県
  - 垂水市 - 鹿児島市

### 交差する道路
| 交差する道路                                            | 市町村名 | 交差する場所 | 交差する場所                |
| ------------------------------------------------------- | -------- | ------------ | --------------------------- |
| 国道220号                                               | 垂水市   | 海潟         | 起点                        |
| 鹿児島県道26号桜島港黒神線                              | 鹿児島市 | 桜島横山町   | 桜島港                      |
| 海上区間                                                |          |              |                             |
| 国道58号 重複区間起点                                   | 鹿児島市 | 本港新町     | 鹿児島港                    |
| 鹿児島県道204号鹿児島停車場線 鹿児島県道214号鹿児島港線 | 鹿児島市 | 泉町         | 泉町交差点                  |
| 鹿児島県道25号鹿児島蒲生線                              | 鹿児島市 | 山下町       | 県文化センター前交差点      |
| 国道10号 国道58号 重複区間終点                          | 鹿児島市 | 山下町       | 西郷隆盛銅像前交差点 / 起点 |